# Văn hóa Bắc Triều Tiên

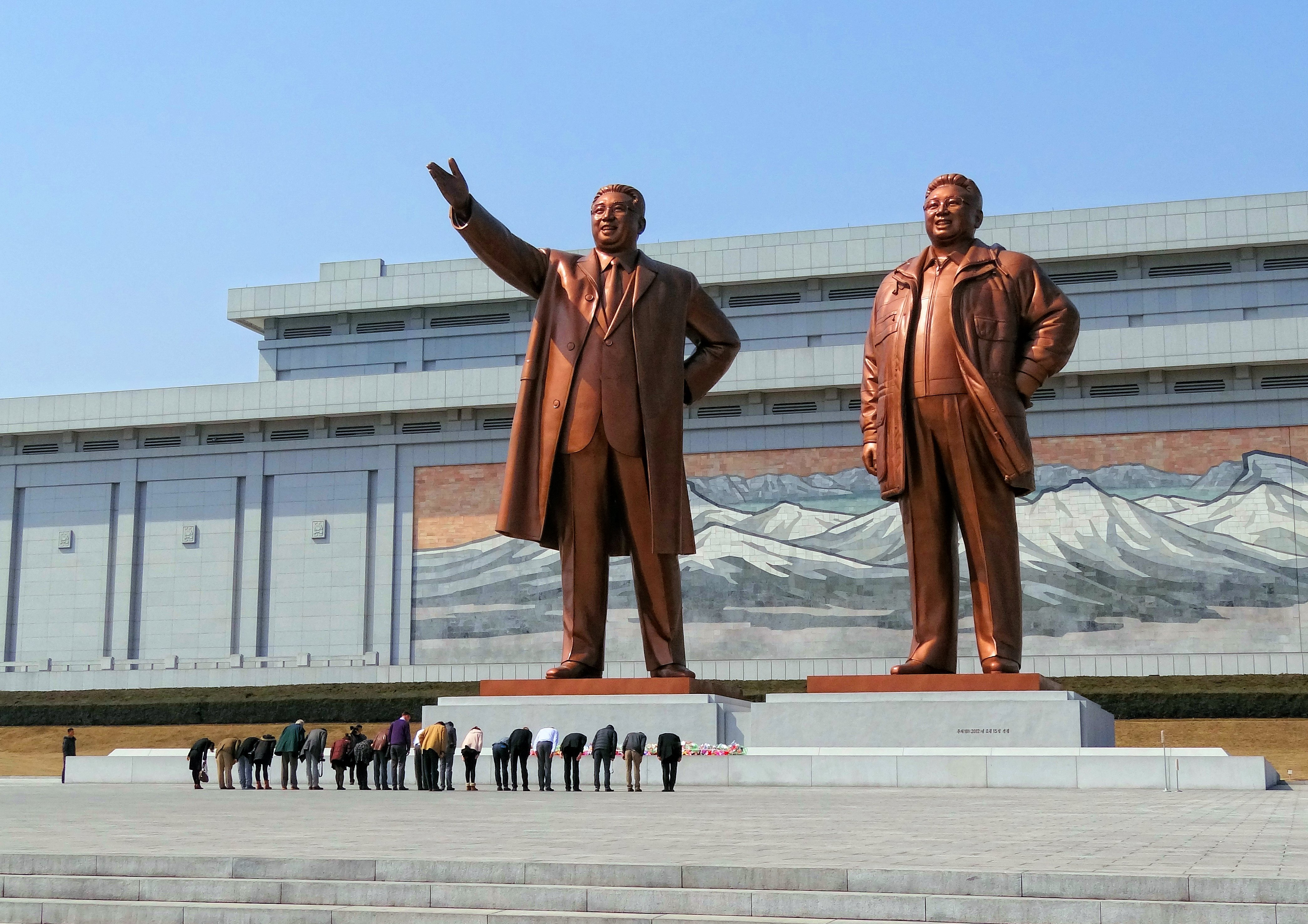
Người dân Triều Tiên viếng tượng Kim Nhật Thành (trái) và Kim Jong-il ở Đài tưởng niệm Mansu Hill Grand, Bình Nhưỡng.

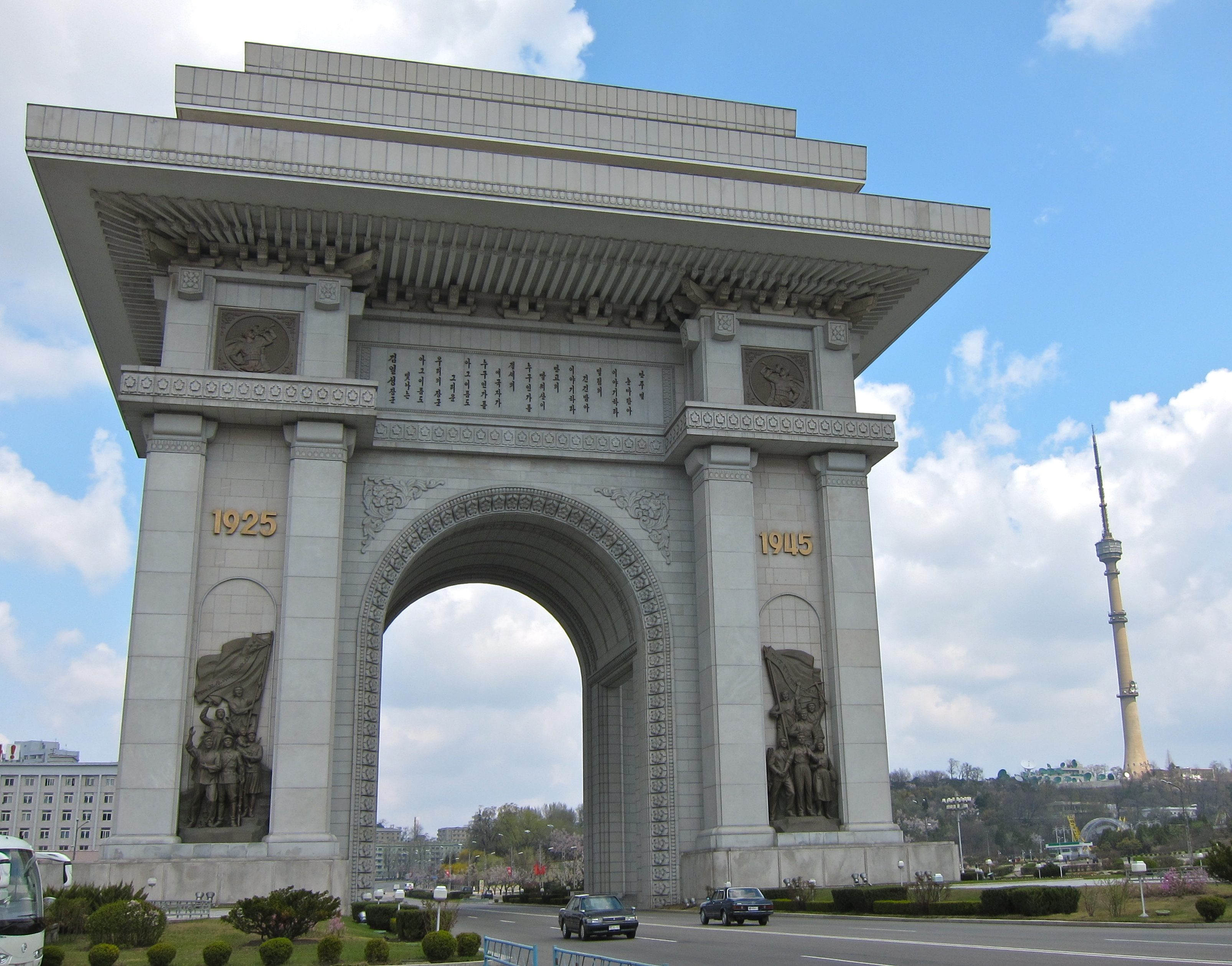
Khải Hoàn môn Bình Nhưỡng

Văn hóa Bắc Triều Tiên chỉ về nền văn hóa đang lưu hành tại Cộng hòa Dân chủ Nhân dân Triều Tiên ngày nay (hay còn gọi là Bắc Hàn hay Bắc Triều Tiên hay miền Bắc Triều Tiên). Nền Văn hóa Bắc Triều Tiên đương đại dựa trên văn hóa bán đảo Triều Tiên, nhưng đã phát triển kể từ khi bán đảo Triều Tiên bị chia cắt làm hai miền vào năm 1945. Hệ tư tưởng Chủ thể (Juche) được hình thành dưới sự lãnh đạo của Kim Nhật Thành (1948–1994) khẳng định sự khác biệt và sáng tạo về văn hóa của Bắc Triều Tiên, cũng như sức mạnh sản xuất của quảng đại quần chúng lao động (giai cấp công nhân).

## Đường lối
Nhà nước và Đảng Công nhân Triều Tiên kiểm soát việc sản xuất văn học và nghệ thuật. Vào đầu những năm 1990, không có bằng chứng nào về bất kỳ phong trào văn học hoặc văn hóa chống chế độ ngầm nào như Samizdat ở Liên Xô hoặc những phong trào tồn tại ở Cộng hòa Nhân dân Trung Hoa. Đảng đã thực hiện quyền kiểm soát văn hóa thông qua Cục Tuyên truyền và Xung kích và Cục Văn hóa và Nghệ thuật của Ủy ban Trung ương của KWP. Tổng Liên đoàn Văn học và Nghệ thuật Triều Tiên, cơ quan chủ quản của tất cả các tổ chức văn học và nghệ thuật, cũng chỉ đạo hoạt động văn hóa. Do sự kiểm soát rộng rãi của các phương tiện truyền thông, một số nhà phân tích đã mô tả người Triều Tiên như những người kiểm duyệt. Các phương tiện truyền thông gồm tranh vẽ, bài hát, phim ảnh và trò chơi đại chúng kể câu chuyện về Kim Nhật Thành với tư cách là vị cha già dân tộc và đưa ra hướng dẫn về cách cư xử như "công dân kiểu mẫu" của Triều Tiên.
Một sự kiện đại chúng ở Triều Tiên là thể dục đồng diễn. Màn đồng diễn lớn nhất gần đây được gọi là "Arirang". Nó được trình diễn sáu tối một tuần trong hai tháng và có hơn 100.000 người tham gia. Màn đồng diễn gồm nhảy múa, thể dục và múa kiểu ba lê để kỷ niệm lịch sử Triều Tiên và Đảng Lao động. Màn đồng diễn được tổ chức ở Bình Nhưỡng tại nhiều địa điểm (tuỳ theo tầm vóc của lễ hội theo từng năm) kể cả ở Nhà hát Lớn Mùng 1 Tháng 5. Lễ hội Arirang được tổ chức như để biểu dương sức mạnh của sự đồng lòng chung sức của người dân Triều Tiên. Đó cũng là lời nhắn nhủ rằng "đừng đi" trước tình trạng người dân rời miền Bắc chạy vào miền Nam kể từ ngày đất nước chia cắt. Màn đồng diễn là đỉnh cao của lễ kỷ niệm hàng năm về ngày sinh nhật của các nhà lãnh đạo nhà nước và các nghi lễ kỷ niệm thành lập nhà nước: Vào ngày sinh nhật của Kim Nhật Thành (15 tháng 4 năm 1912) là vị cha già dân tộc khai sinh lập quốc của Triều Tiên, và Kim Jong Il (sinh ngày 16 tháng 2 năm 1942), nguyên nguyên lãnh đạo nhà nước.
Có một sự sùng bái cá nhân rộng rãi đối với Kim Nhật Thành và Kim Chính Nhật (Sùng bái lãnh tụ ở Bắc Triều Tiên) và đa số văn học, âm nhạc đại chúng, nhà hát, phim ảnh ở Triều Tiên đều là để ca ngợi hai lãnh đạo, mặt khác nhiều tác phẩm cũng ca ngợi sự đi lên của xã hội mới, tình yêu thương giữa nhân dân và lãnh đạo. Ở Triều Tiên, mọi người đều xem hai vị lãnh tụ Kim Nhật Thành và Kim Chính Nhật còn sống nên chỉ được phép viếng lãnh tụ bằng bó hoa và lẵng hoa, tuyệt đối cấm viếng bằng vòng hoa vì họ quan niệm vật này chỉ có thể dành cho người đã chết. An ninh trong chuyện này cũng rất gắt gao, các cơ quan ngoại giao cũng không được phép mua và trực tiếp mang hoa đến viếng, mà chỉ có thể đặt tiền trước cho một cơ quan phục vụ chuyên trách. Hình ảnh và dấu ấn hai vị lãnh tụ Kim Nhật Thành và Kim Chính Nhật hiện diện khắp nơi trên đất nước (Huy hiệu Kim Nhật Thành và Kim Chính Nhật). Ở nhiều địa danh hay những thiết chế lớn đều có bia biển rất lớn bằng bêtông ghi lại ngày tháng lãnh tụ từng ghé thăm. Đặc biệt là ở các quảng trường, ảnh lãnh tụ được treo ở vị trí trang trọng nhất giữa các kiến trúc chính. Để tạo nhiều điểm nhấn cho cả khu vực đô thị, người ta đắp cả ngọn đồi, xây bức tường lớn làm tranh hoành tráng về lãnh tụ. Mức độ sùng bái cá nhân xung quanh Kim Chính Nhật và Kim Nhật Thành đã được minh họa vào ngày 11 tháng 6 năm 2012 khi một nữ sinh 14 tuổi ở Bắc Triều Tiên bị chết đuối khi cố gắng vớt chân dung của hai người trong một trận lụt.
Từ khi ông Kim Jong Un lên nắm quyền, văn hóa giải trí và tiêu dùng có những chuyển biến. Triều Tiên được xem là đất nước có nền kinh tế bao cấp, những năm gần đây Kim Jong Un đang từng bước khuyến khích quá trình đa dạng hóa sản phẩm, tăng cường các chủng loại hàng hóa nhằm đáp ứng nhu cầu của người tiêu dùng. Triều Tiên cũng tăng cường cuộc chiến chống xâm lược văn hoá, cảnh báo người dân tránh xa mọi thứ của Hàn Quốc, bao gồm thời trang, âm nhạc, kiểu tóc và cả tiếng lóng. Triều Tiên gần như đóng cửa hoàn toàn với thế giới và kiểm soát chặt chẽ mọi thông tin ra vào đất nước. Những tài liệu của nước ngoài như phim ảnh và sách báo đều bị cấm, và những ai vi phạm sẽ bị phạt nặng. Các biện pháp hạn chế gần đây có vẻ lỏng hơn, xu hướng cởi mở hơn đã giúp một số sản phẩm văn hoá Hàn Quốc như nhạc pop du nhập vào Triều Tiên, sự chấp nhận của Triều Tiên đối với ảnh hưởng của nước ngoài luôn thay đổi cùng với sự thay đổi về đời sống kinh tế và ngoại giao quốc tế. Triều Tiên rất sợ ảnh hưởng từ nước ngoài. Các biện pháp kiểm soát đang được siết chặt hơn. Các phim tuyên truyền ở Triều Tiên cũng lên án nhiều hành vi thể hiện "ảnh hưởng của nước ngoài" như biểu hiện tình cảm chỗ đông người, những người vi phạm bị gọi là "kẻ thù không đội trời chung của cách mạng", đấu tranh trên lĩnh vực tư tưởng và chiến tranh văn hoá là cuộc chiến không tiếng súng, việc thua trong cuộc chiến văn hoá sẽ "gây hậu quả nghiêm trọng hơn nhiều so với thua trên chiến trường". 

## Văn học

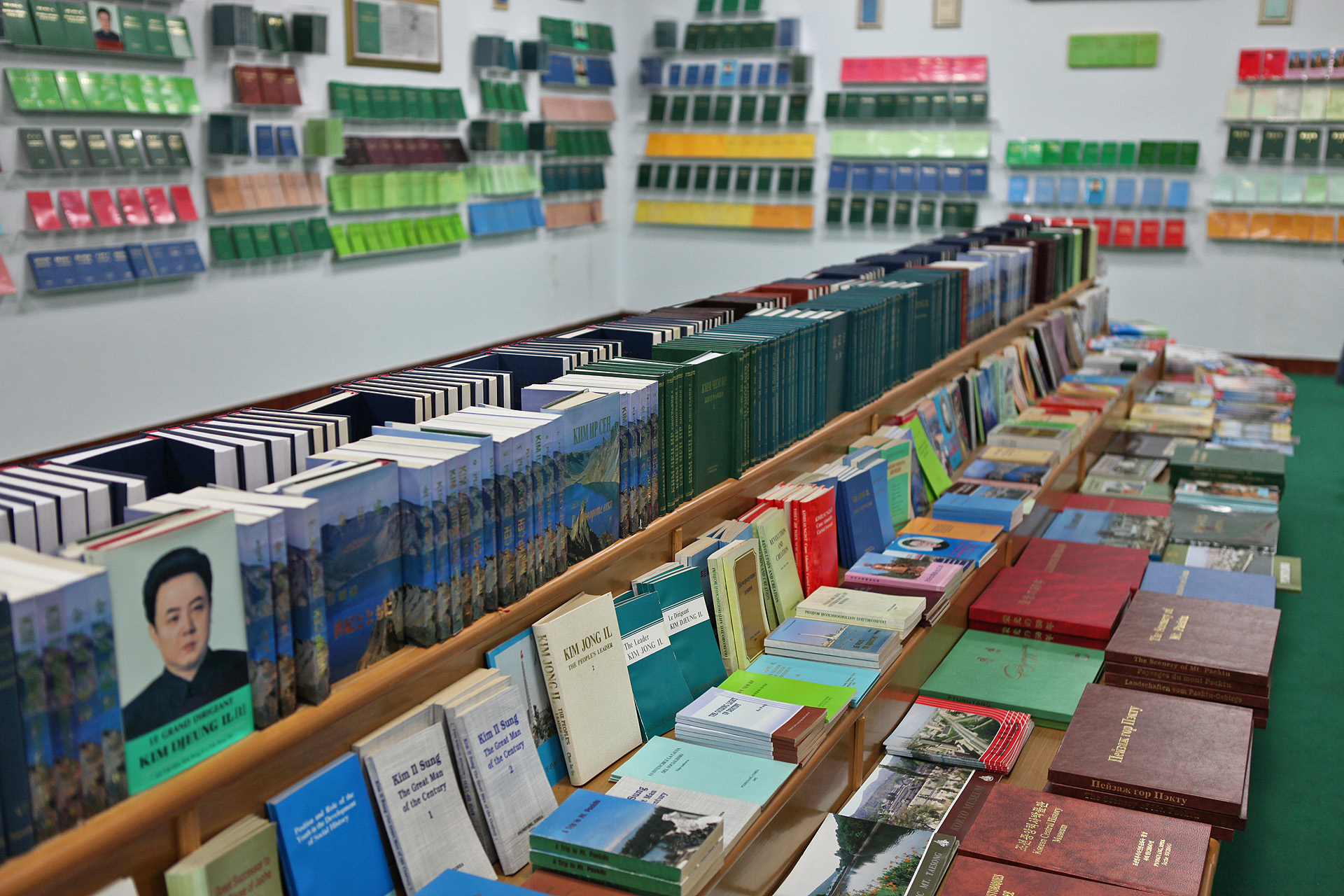
Một hiệu sách ở Triều Tiên bày bán những tác phẩm văn học của Kim Il-sung và Kim Jong-il.

Triều Tiên vẫn là một trong những đất nước bí ẩn nhất thế giới. Nhà nước Triều Tiên bị cho là hạn chế du nhập văn hóa phương Tây vào nước này. Nhưng những năm gần đây, dường như cánh cửa văn hóa Triều Tiên đang hé mở cho những giao lưu với thế giới bên ngoài. Triều Tiên đang dần thích nghi với văn hóa đại chúng nước ngoài, nhất là với tầng lớp tinh hoa. Cách tiếp cận của Triều Tiên đối với làn sóng truyền thông nước ngoài là hiện đại hóa sản phẩm truyền thông trong nước để cung cấp những sản phẩm hấp dẫn với giới trẻ và cạnh tranh hơn so với những sản phẩm cũ không còn hấp dẫn nữa trong Đại học Đường Nhân dân Triều Tiên, thư viện quốc gia lớn nhất nước này, danh sách những cuốn sách được mượn đọc nhiều nhất có bộ truyện Harry Potter của J.K. Rowling
Tất cả các nhà xuất bản đều thuộc sở hữu của chính phủ hoặc Đảng Lao động Triều Tiên vì chúng được coi là một công cụ quan trọng để tuyên truyền. Nhà xuất bản Đảng Lao động Triều Tiên là nhà xuất bản có thẩm quyền nhất trong số đó và xuất bản tất cả các tác phẩm của Kim Il-sung, tài liệu giáo dục tư tưởng và tài liệu chính sách của đảng. Văn học nước ngoài được xuất bản hạn chế, chẳng hạn như các ấn bản truyện cổ tích Ấn Độ, Đức, Trung Quốc và Nga, kịch Shakespeare và một số tác phẩm của Bertolt Brecht và Erich Kästner. Các tác phẩm cá nhân của Kim Il-sung được coi là "kiệt tác cổ điển" trong khi những tác phẩm được tạo ra theo chỉ dẫn của ông được gắn nhãn "mô hình của văn học Juche". Chúng bao gồm Số phận của một người đàn ông quân đoàn tự vệ, Bài ca của Triều Tiên và Lịch sử bất tử, một loạt tiểu thuyết lịch sử miêu tả sự đau khổ của người Triều Tiên dưới sự chiếm đóng của Nhật Bản.
Hơn bốn triệu tác phẩm văn học đã được xuất bản từ những năm 1980 đến đầu những năm 2000, nhưng hầu hết tất cả chúng thuộc về một loạt các thể loại chính trị hẹp như "văn học cách mạng tiên phong của quân đội". Khoa học viễn tưởng được coi là một thể loại thứ cấp vì nó phần nào rời xa các tiêu chuẩn truyền thống. Bối cảnh kỳ lạ của các câu chuyện giúp các tác giả có nhiều tự do hơn để mô tả chiến tranh mạng, bạo lực, lạm dụng tình dục và tội phạm, vốn không có ở các thể loại khác. Các tác phẩm khoa học viễn tưởng tôn vinh công nghệ và thúc đẩy khái niệm Juche về sự tồn tại của con người thông qua các mô tả về robot, thám hiểm không gian và sự bất tử. Người dân Bắc Triều Tiên ngày nay cũng được tiếp cận với nguồn tài liệu hạn chế từ khắp nơi trên thế giới, bao gồm cả bộ truyện Harry Potter của phương Tây. Bộ sách Harry Potter lại rất được yêu thích tại các thư viện Triều Tiên.

## Nghệ thuật

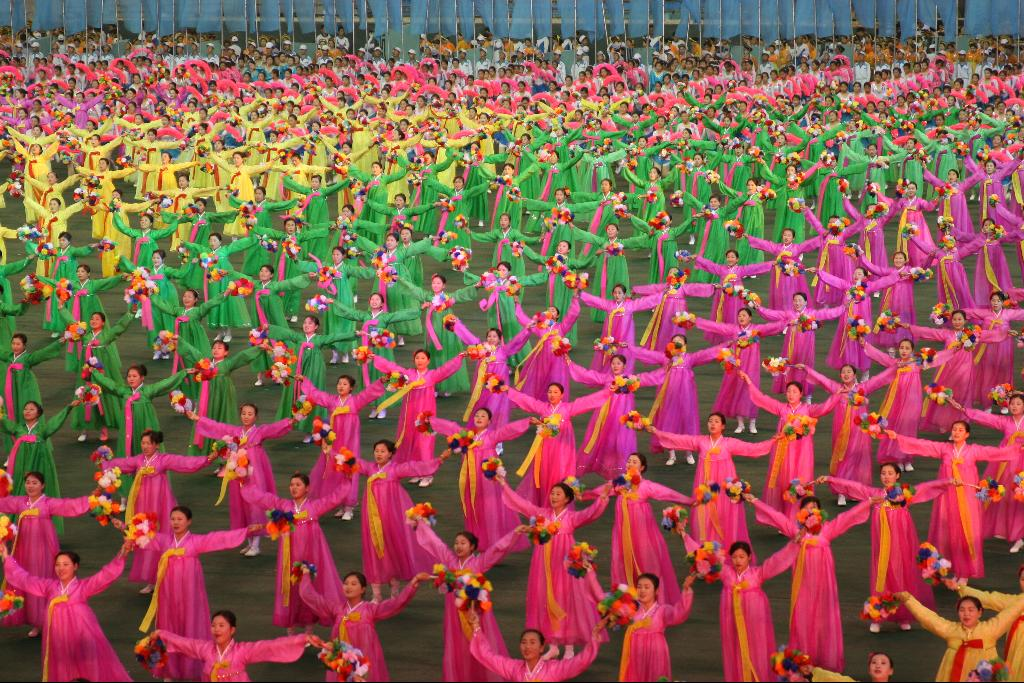
Đồng diễn Arirang

Triều Tiên không hề có ý định tách rời nghệ thuật khỏi chính trị. Những sản phẩm đậm tính tuyên truyền vẫn là trụ cột trong nền nghệ thuật quốc gia. Chủ tịch Kim Jong Un luôn khuyến khích các nhóm nhạc Triều Tiên tiếp tục đóng vai trò là cơ quan ngôn luận của đảng và thực hiện hoạt động nghệ thuật phục vụ cho tư tưởng đảng (ví dụ như ban nhạc Mẫu Đơn Phong). Nghệ thuật ở Bắc Triều Tiên chủ yếu mang tính mô phạm, trong đó biểu đạt văn hóa đóng vai trò là công cụ để khắc sâu hệ tư tưởng Juche, tinh thần yêu tổ quốc xã hội chủ nghĩa và quyết tâm tiếp tục đấu tranh cho cách mạng và thống nhất Bán đảo Triều Tiên. Các chính phủ và công dân nước ngoài, đặc biệt là người Mỹ, bị miêu tả một cách tiêu cực là những kẻ đế quốc ngoại bang trong khi các anh hùng, nữ anh hùng cách mạng được coi là những nhân vật thánh thiện, hành động với những động cơ trong sáng nhất. Ba chủ đề nhất quán nhất là sự hy sinh quên mình trong đấu tranh cách mạng (được miêu tả trong văn học như tác phẩm Biển máu), hạnh phúc của xã hội hiện tại và phẩm chất, tài năng của người lãnh đạo.
Người dân Bắc Hàn nói chung ít hoặc không tiếp xúc với những ảnh hưởng văn hóa nước ngoài ngoài các buổi biểu diễn của các nhóm ca múa và các nghệ sĩ giải trí khác được tổ chức định kỳ cho một lượng khán giả hạn chế. Những buổi biểu diễn này, chẳng hạn như Lễ hội nghệ thuật hữu nghị mùa xuân được tổ chức hàng năm vào tháng 4, nhằm thể hiện rằng người dân trên thế giới, giống như chính người dân Triều Tiên, yêu mến và tôn trọng nhà lãnh đạo đất nước. Trong những năm 1980 và đầu những năm 1990, truyền thông Triều Tiên đã ca ngợi Kim Jong Il vì đã nỗ lực không ngừng để biến đất nước này thành một "vương quốc nghệ thuật", nơi đang diễn ra một cuộc phục hưng văn hóa chưa từng có ở các quốc gia khác. Kim Jong Il được cho là chịu trách nhiệm cá nhân về chính sách văn hóa.
Bình Nhưỡng và các thành phố lớn khác mang đến sự lựa chọn đa dạng nhất về thể hiện văn hóa. Các đội "Tuyên truyền nghệ thuật" (Văn công Bắc Hàn) đi đến các địa điểm sản xuất ở các tỉnh để biểu diễn đọc thơ, diễn kịch một màn và ca hát nhằm "chúc mừng những thành công của người lao động" và "truyền cảm hứng cho họ đạt được những thành công lớn hơn thông qua hoạt động nghệ thuật của họ". Những đội như vậy nổi bật ở nông thôn vào mùa thu hoạch và bất cứ khi nào các "cuộc thi đua" nhằm gia tăng năng suất được tổ chức. Xã hội và văn hóa Triều Tiên qua lăng kính sân khấu, điện ảnh và biểu diễn hàng ngày tạo nên một ma trận hình thành hệ tư tưởng không chỉ mang tính giải trí mà còn tổ chức và huy động xã hội. Văn hóa có ảnh hưởng to lớn đến cuộc sống hàng ngày của người dân Bắc Triều Tiên. Về mặt lịch sử, thiết kế đồ họa ở Triều Tiên chịu ảnh hưởng của khối Xô Viết và truyền thống Triều Tiên. Nó có xu hướng sử dụng "bảng màu Triều Tiên" gồm các gam màu sáng. Vào khoảng năm 2005, thiết kế kỹ thuật số thay thế đồ họa vẽ tay và ảnh hưởng của phương Tây ngày càng mạnh mẽ hơn.

## Kiến trúc

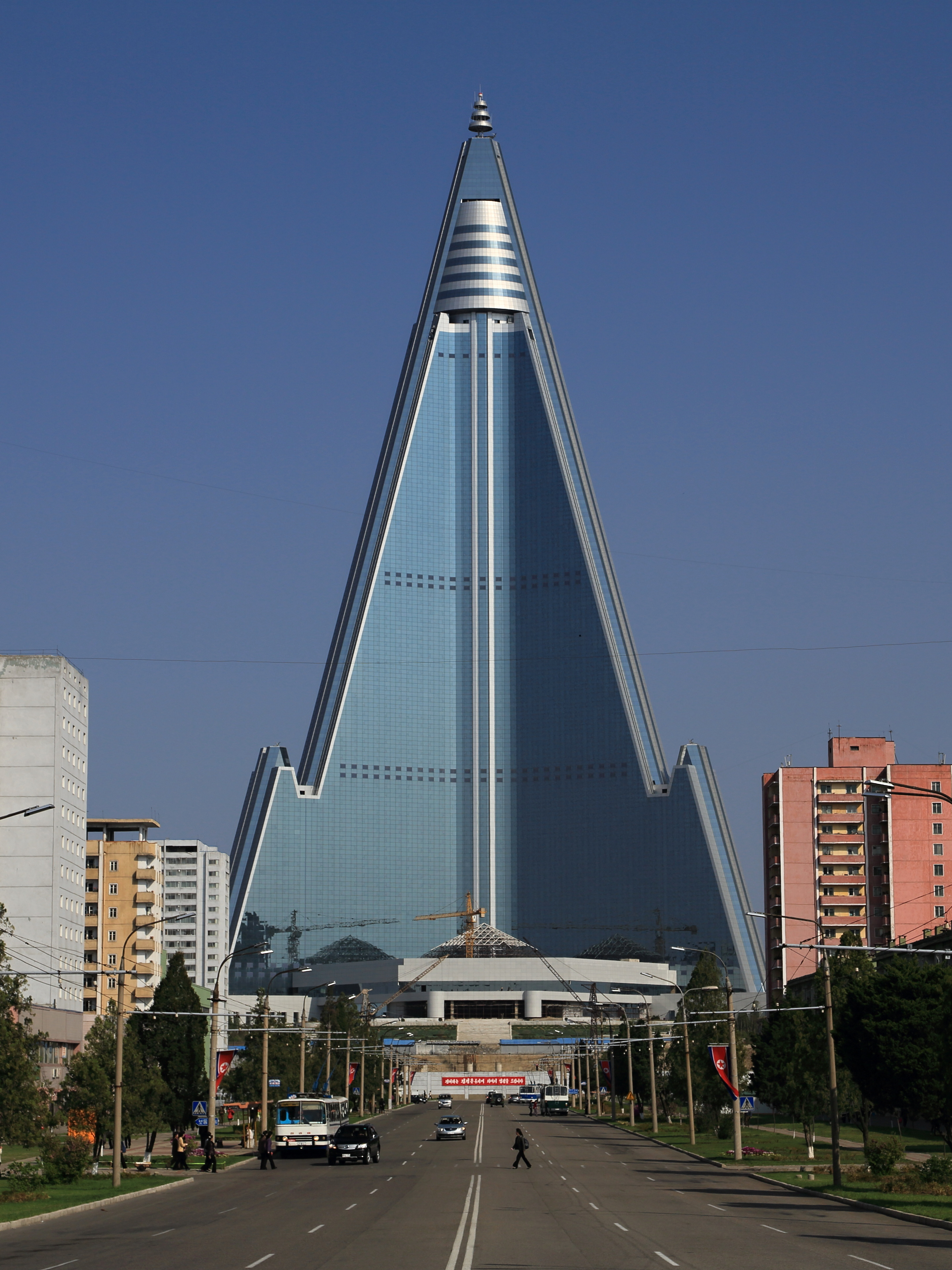
Tháp Ryugyong

Hình thức thể hiện văn hóa đương đại khác biệt và ấn tượng nhất ở Triều Tiên là kiến trúc và quy hoạch thành phố. Thủ đô Bình Nhưỡng, gần như bị Hoa Kỳ phá hủy hoàn toàn trong Chiến tranh Triều Tiên, đã được xây dựng lại trên quy mô lớn. Nhiều tòa nhà mới đã được xây dựng trong những năm 1980 và 1990 nhằm nâng cao vị thế thủ đô của Bình Nhưỡng. Các công trình kiến trúc chính được chia thành ba loại gồm tượng đài, tòa nhà kết hợp họa tiết kiến trúc truyền thống Triều Tiên và công trình hiện đại, và tòa nhà cao tầng có thiết kế hiện đại. Ví dụ về những cái đầu tiên bao gồm Tượng Ch'ollima (Thiên Lý mã); một bức tượng đồng cao 20 mét của Kim Nhật Thành ở phía trước Bảo tàng Cách mạng Triều Tiên (bản thân nó đã rộng 240.000 mét vuông, một trong những công trình kiến trúc lớn nhất thế giới); Vòm Khải hoàn (tương tự như đối tác ở Paris, mặc dù cao hơn mười mét) và Tháp Juche, cao 170 mét, được xây dựng nhân dịp sinh nhật lần thứ bảy mươi của Kim vào năm 1982
Loại kiến trúc thứ hai sử dụng đặc biệt các thiết kế mái ngói truyền thống và bao gồm Cung văn hóa nhân dân và Đại học Đường Nhân dân, cả ở Bình Nhưỡng, và Phòng triển lãm hữu nghị quốc tế tại Myohyang-san. Tòa nhà thứ hai trưng bày những món quà do các quan chức nước ngoài tặng cho Kim Nhật Thành. Xét đến mối quan hệ chặt chẽ hiện tại của Triều Tiên với Trung Quốc và trong Triều đại Choson, điều quan trọng là phần hội trường dành cho quà tặng từ Trung Quốc là phần lớn nhất. Hạng mục kiến trúc thứ ba bao gồm các khu chung cư cao tầng và khách sạn ở thủ đô. Nổi bật nhất trong số các tòa nhà này là Khách sạn Ryugyong, cho đến nay vẫn chưa hoàn thành (việc xây dựng đã tạm dừng từ năm 1992 - tháng 4 năm 2008). Được mô tả là một trong những khách sạn cao nhất thế giới với 105 tầng, hình tam giác của nó bao trùm khu vực trung tâm phía bắc Bình Nhưỡng. Koryo Hotel là một tòa tháp đôi cực kỳ hiện đại, cao 45 tầng. Nhiều công trình xây dựng diễn ra trước lễ kỷ niệm sinh nhật lần thứ 80 của Kim Nhật Thành, bao gồm việc xây dựng các khu chung cư lớn và Xa lộ Thống nhất, con đường bốn làn nối thủ đô và Khu phi quân sự Triều Tiên. Theo một nhà báo viết trên Tạp chí Kinh tế Viễn Đông, đường cao tốc là "một công trình ấn tượng" "cắt một con đường thẳng xuyên qua địa hình đồi núi với 21 đường hầm và 23 cây cầu trên tuyến đường dài 168 km" đến Bàn Môn Điếm (Panmunjm). Giống như nhiều dự án xây dựng khác, quân đội cung cấp nguồn nhân lực lao động. Triều Tiên đã tuyên bố hy vọng rằng sau khi thống nhất, đường cao tốc sẽ vận chuyển giao thông qua lại.
Bảo tàng cách mạng Bắc Triều Tiên đã xây dựng một Phòng trưng bày thời kỳ kháng chiến để đánh dấu việc mở ra một giai đoạn chuyển tiếp trong công cuộc xây dựng cường quốc xã hội chủ nghĩa, bảo tàng còn có chức năng củng cố tư tưởng của người dân. Miền Bắc coi việc tái hiện các giá trị vật chất do tổ tiên tạo ra là di sản văn hóa quốc gia, các di sản văn hóa cách mạng và di sản văn hóa xa xưa được nước này trưng bày và lưu giữ trong bảo tàng. Bắc Triều Tiên có khoảng 300 bảo tàng và phòng triển lãm. Trong đó, Bảo tàng cách mạng Bắc Triều Tiên, nơi trưng bày các thành tựu cũng là bảo tàng cách mạng tiêu biểu của miền Bắc. Các bảo tàng tiêu biểu của Bắc Triều Tiên tập trung tại quảng trường Kim Nhật Thành ở Bình Nhưỡng, đóng vai trò là cơ quan giáo dục nhằm cổ động tư tưởng của người dân. Ngay đối diện quảng trường Kim Nhật Thành ở Bình Nhưỡng là Đại học tập đường Nhân dân, tương ứng với Thư viện trung ương quốc gia, cũng là trung tâm triết học của Bắc Triều Tiên.
Bên trái quảng trường này là Bảo tàng mỹ thuật Bắc Triều Tiên, chuyên trưng bày các tác phẩm nghệ thuật hiện đại và thể hiện tư tưởng của cố Chủ tịch Kim Nhật Thành (Phòng triển lãm hoa Kim Nhật Thành và hoa Kim Chính Nhật), bên phải là Bảo tàng lịch sử trung ương Bắc Triều Tiên với các di tích văn hóa và lịch sử, phía sau là Bảo tàng dân tộc Bắc Triều Tiên. Điều này cho thấy miền Bắc đã xây dựng ba trung tâm về triết học, mỹ thuật và lịch sử xung quanh quảng trường Kim Nhật Thành. Năm 1954, miền Bắc thành lập Bảo tàng mỹ thuật quốc gia, nhưng gặp nhiều khó khăn do thiếu hiện vật trưng bày. Hiện tại, bảo tàng này đã được mở rộng và cải tạo thành Bảo tàng mỹ thuật Bắc Triều Tiên, tọa lạc tại quảng trường Kim Nhật Thành. Đây là bảo tàng mỹ thuật duy nhất tại miền Bắc chỉ tập trung thu thập và trưng bày tranh vẽ. Miền Bắc ngày càng có xu hướng tuyên truyền ưu thế văn hóa của mình, thoát khỏi sự cô lập từ quốc tế, giải quyết vấn đề khó khăn kinh tế trong nước, tăng cường đoàn kết trong nhân dân và thúc đẩy sự ổn định của chế độ thông qua các Di sản thế giới được UNESCO công nhận.

## Ẩm thực

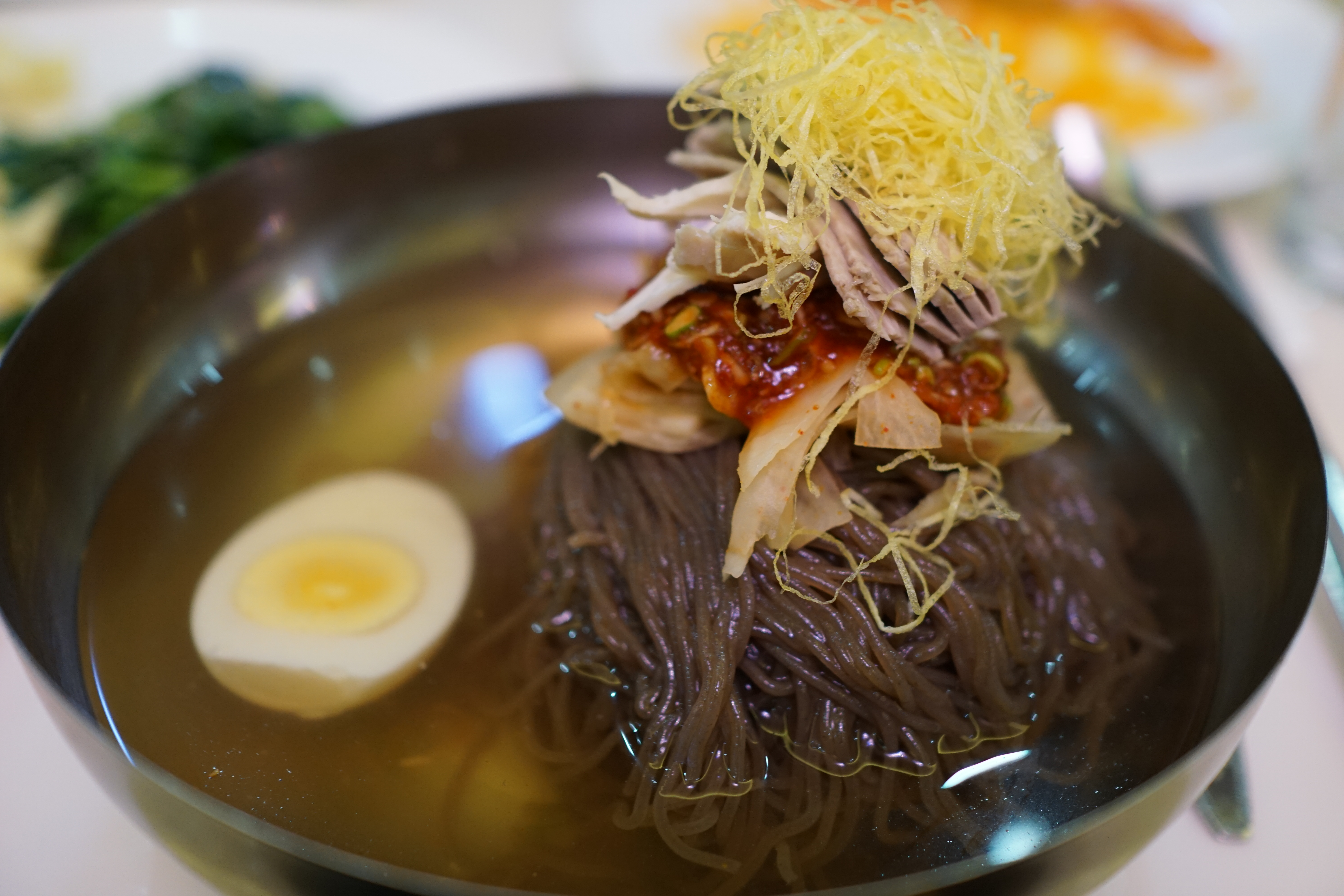
Món mì lạnh Triều Tiên Naengmyeon

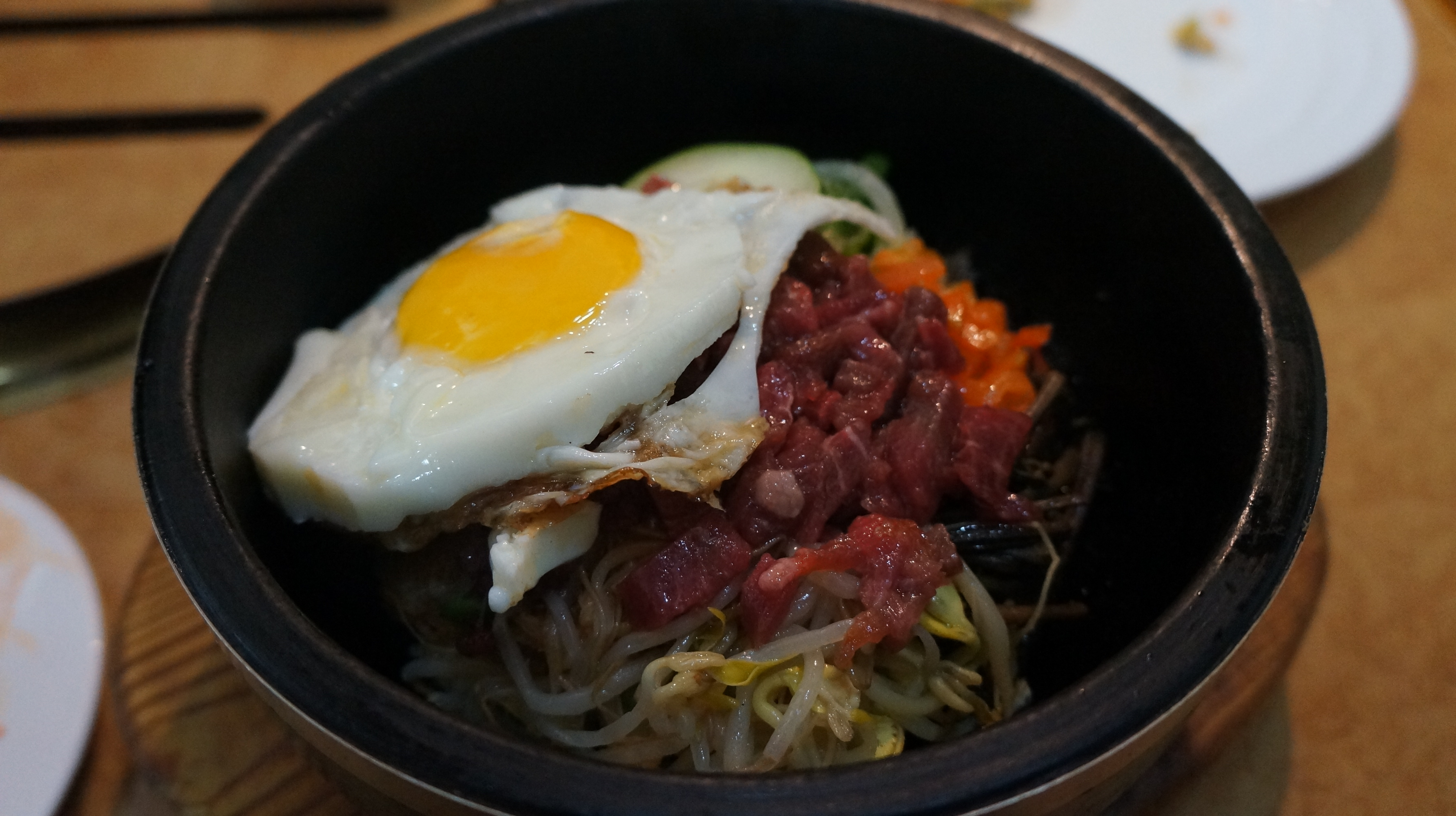
Bibimbap ở Bắc Triều Tiên

Ẩm thực Triều Tiên đã phát triển qua nhiều thế kỷ thay đổi chính trị xã hội. Bắt nguồn từ truyền thống nông nghiệp và du mục cổ xưa ở miền nam Mãn Châu và Bán đảo Triều Tiên, nó đã trải qua một sự tương tác phức tạp của môi trường tự nhiên và các xu hướng văn hóa khác nhau. Các món cơm và kim chi là món ăn chính của người Triều Tiên. Trong một bữa ăn truyền thống, họ đi kèm cả hai món ăn phụ (banchan) và các món chính như cháo, bulgogi hoặc mì sợi. Rượu soju là thức uống tinh thần truyền thống nổi tiếng nhất của Triều Tiên.
Nhà hàng nổi tiếng nhất của Bắc Triều Tiên, Okryu-gwan, nằm ở Bình Nhưỡng, được biết đến với món mì lạnh Naengmyeon. Các món ăn khác được phục vụ ở đó bao gồm súp cá đối xám với cơm, súp sườn bò, bánh kếp đậu xanh, sinseollo và các món ăn được làm từ rùa Terrapin. Okryu-gwan gửi các nhóm nghiên cứu về nông thôn để thu thập dữ liệu về ẩm thực Triều Tiên và giới thiệu các công thức nấu ăn mới. Một số thành phố châu Á tổ chức các chi nhánh của chuỗi nhà hàng Bình Nhưỡng nơi các nữ tiếp viên biểu diễn âm nhạc và khiêu vũ. Năm 2015, Tổ chức Giáo dục, Khoa học và Văn hóa Liên Hợp Quốc (UNESCO) quyết định đưa món kim chi đỏ (khác với món kim chi ở Hàn Quốc đã được công nhận vào năm 2013) vào danh sách danh sách đề cử chính thức di sản văn hóa phi vật thể thế giới.
Văn hóa cà phê tại Bắc Triều Tiên thì cà phê thường hiếm khi xuất hiện trong văn học miền Bắc. Cà phê ít khi được nhắc đến trong văn học miền Bắc, chỉ thỉnh thoảng xuất hiện trong bối cảnh tác phẩm là thời Liên Xô cũ và được miêu tả như văn hóa của nước đó một cách tự nhiên. Tuy nhiên, khi bối cảnh tác phẩm là Nhật Bản hoặc một nền xã hội chủ nghĩa tư bản thì món cà phê được ví như món ưa thích của những nhân vật tha hóa, làm ăn bất chính. Hình ảnh người Bắc Triều Tiên uống cà phê cũng được dùng để khắc họa những nhân vật mang tính tiêu cực, gặm nhấm xã hội, là cách dùng để phê phán những người tham vọng quyền lực theo đuổi những thứ từ nước ngoài. Cà phê được xem như "hương vị tượng trưng cho chủ nghĩa tư bản" mà Miền Bắc vốn bài trừ chủ nghĩa tư bản, việc uống cà phê ở các quán xá như thế cũng được cho là văn hóa suy đồi của xã hội chủ nghĩa tư bản.
Các quán cà phê tại miền Bắc xuất hiện nhiều từ thời Kim Jong-un lên nắm quyền. Văn hóa thưởng thức cà phê bắt đầu được hình thành từ sau những năm 1990 trong tầng lớp thượng lưu, bao gồm Chủ tịch Ủy ban Quốc phòng Kim Jong-il, và các quan chức được cử đi nước ngoài. Chủ tịch Ủy ban thường vụ Hội đồng nhân dân tối cao miền Bắc Kim Yong-nam thường dùng bữa sáng gồm sữa, bơ, bánh mì và cà phê. Lý do món thức uống xa xỉ của riêng tầng lớp thượng lưu là cà phê bắt đầu trở nên phổ biến với công chúng bắt nguồn từ Khu công nghiệp liên Triều Gaesung. Người lao động Bắc Triều Tiên tại Khu công nghiệp liên Triều Gaesung khi mới nếm cà phê hòa tan lần đầu thường thấy lạ lẫm, người ta tranh nhau lấy cà phê hòa tan, khiến số lượng phân phát bị giới hạn thành hai gói mỗi ngày.
Người dân Bắc Triều Tiên cũng thể hiện sự yêu thích dành cho cà phê hòa tan. Tại miền Bắc, cà phê hòa tan được gọi là "cà phê que" và được xem như một món quà vặt quý hóa dùng để đãi khách hoặc tặng kèm tiền thưởng. Cà phê hòa tan của Hàn Quốc được xem như vật tượng trưng cho sự giàu có, nên món này lọt ra ngoài thủ đô Bình Nhưỡng và một số thành phố lớn. Việc pha cà phê hòa tan đãi khách là một hành động xa xỉ, giá cà phê hòa tan cũng đắt đỏ. Món này cũng hay được dùng để làm quà hối lộ như thuốc lá. Cà phê hòa tan vẫn được bán ở chợ tư nhân Jangmadang và miền Bắc đã tự sản xuất cà phê hòa tan. Cà phê Sambok chính thức được phân phối tại các thành phố lớn của miền Bắc như Bình Nhưỡng hay Sinuiju. Ngày nay, việc người dân Bắc Triều Tiên pha cà phê đãi khách đến nhà đã trở nên phổ biết. Việc uống cà phê khi họp hành cũng thành một nét văn hóa quen thuộc, món thức uống đã từng chỉ tập trung trong một số người thuộc tầng lớp thượng lưu giờ đây đã lan rộng ra cả những người dân thường.

## Âm nhạc
Chính phủ nhấn mạnh những giai điệu dựa trên dân gian lạc quan và nhạc cách mạng trong suốt hầu hết thế kỷ XX. Thông điệp về ý thức hệ được truyền tải qua các bản nhạc lớn như "Năm cuộc cách mạng vĩ đại" dựa trên ch'angguk truyền thống của Triều Tiên. Những vở opera cách mạng khác với các đồng nghiệp phương Tây của họ bằng cách thêm các nhạc cụ truyền thống vào dàn nhạc và tránh các phân đoạn ngâm thơ. Bể máu là tác phẩm được trình diễn rộng rãi nhất trong Năm Đại nhạc hội: kể từ khi ra mắt năm 1971, nó đã được phát hơn 1.500 lần, và chuyến lưu diễn năm 2010 tại Trung Quốc là một thành công lớn. Âm nhạc cổ điển phương Tây của Brahms, Tchaikovsky, Stravinsky và các nhà soạn nhạc khác được trình diễn bởi cả Dàn nhạc Giao hưởng Nhà nước và dàn nhạc sinh viên. Nhạc pop xuất hiện vào những năm 1980 với Dàn nhạc điện tử Pholbo và Ban nhạc nhẹ Wangjaesan. Cải thiện quan hệ với Hàn Quốc sau hội nghị thượng đỉnh liên Triều năm 2000 đã gây ra sự suy giảm các thông điệp ý thức hệ trực tiếp trong các bài hát pop, nhưng các chủ đề như tình đồng chí, nỗi nhớ và xây dựng một đất nước hùng mạnh vẫn còn. Vào năm 2014, ban nhạc ban nhạc Moranbong toàn nữ được mô tả là nhóm nhạc nổi tiếng nhất trong cả nước. Người Bắc Triều Tiên cũng thích nghe nhạc K-pop của Hàn Quốc vốn lan rộng qua các thị trường bất hợp pháp.

## Điện ảnh
Trước đây, việc xem các chương trình truyền hình hay nghe nhạc Hàn Quốc ở Triều Tiên bị xem là bất hợp pháp. Người dân Triều Tiên cũng không được thoải mái tiếp cận sách báo, phim ảnh của nước ngoài nói chung. Truyền hình Triều Tiên, vốn dành nhiều thời lượng cho các bản tin thời sự và những bộ phim tài liệu tuyên truyền, nay cũng bắt đầu có những yếu tố mang tính giải trí, thư giãn nhiều hơn.. Thay đổi rõ rệt nhất còn thể hiện ở hệ thống chương trình truyền hình. Khán giả Triều Tiên chỉ có thể xem TV trên kênh truyền hình trung ương. Hệ thống chương trình đều mang tính chất tuyên truyền, ca ngợi lãnh đạo, thế nhưng chất lượng giải trí của chúng đã dần cải thiện dưới thời ông Kim Jong Un. Phim ảnh và âm nhạc Hàn Quốc vẫn bị cấm. Nhưng nhiều sản phẩm văn hóa nước ngoài vẫn tìm được đường vào Triều Tiên. Như phim Bollywood rất nổi tiếng tại những rạp chiếu quốc gia, đặc biệt là bộ phim Ba chàng ngốc. Kênh truyền hình giáo dục bắt đầu chiếu những phim tài liệu nước ngoài. Triều Tiên đang hiện đại hóa nhằm cung cấp những sản phẩm hấp dẫn và có tính cạnh tranh, hướng đến thế hệ trẻ vốn không còn hứng thú với sản phẩm lỗi thời.
Hãng phim lớn nhất của Triều Tiên là Xưởng phim truyện Triều Tiên với một trường quay rộng khoảng 930.000 m² ở ngoại ô Bình Nhưỡng. Các hãng phim lớn khác ở Triều Tiên có thể kể tới Xưởng phim tài liệu Triều Tiên, Xưởng phim mùng 8 tháng 2 và Xưởng phim Khoa học và Giáo dục Triều Tiên (SEK Studio). Hãng SEK đã thực hiện các công đoạn sản xuất cho sê-ri phim hoạt hình của Mondo TV như King Lion Simba và Pocahontas. Năm 2005, SEK cũng là hãng phim Triều Tiên thực hiện dự án điện ảnh hợp tác đầu tiên của hai miền, đó là bộ phim hoạt hình Thẩm Thanh Vương hậu (왕후 심청, Wanghu Simcheong). Do tính chất cô lập cao độ của chính quyền Triều Tiên nên thông tin về sự phát triển và các tác phẩm của nền điện ảnh nước này rất ít được thế giới biết tới. Kim Jong Il tỏ ra thích thú hoặc thậm chí bị ám ảnh với điện ảnh. Trái lại, phim truyền hình của Hàn Quốc, đối thủ của Triều Tiên, được biết đến ở nhiều nước, đặc biệt ở các nước châu Á, và các diễn viên Hàn Quốc rất được yêu thích. Ở Triều Tiên, xem phim Hàn Quốc là một tội nghiêm trọng. Tờ JoongAng Ilbo của Hàn Quốc còn loan tin rằng 10.000 người đã được triệu tập tới một sân vận động ở Wonsan để chứng kiến việc xử tử 8 phạm nhân bị kết tội xem các bộ phim truyền hình Hàn Quốc trái phép. Tuy nhiên, trang web tin tức Daily NK, trang chuyên về tin tức Triều Tiên lại cho biết họ không nhận được thông tin nào về vụ tử hình này.

## Truyền thông

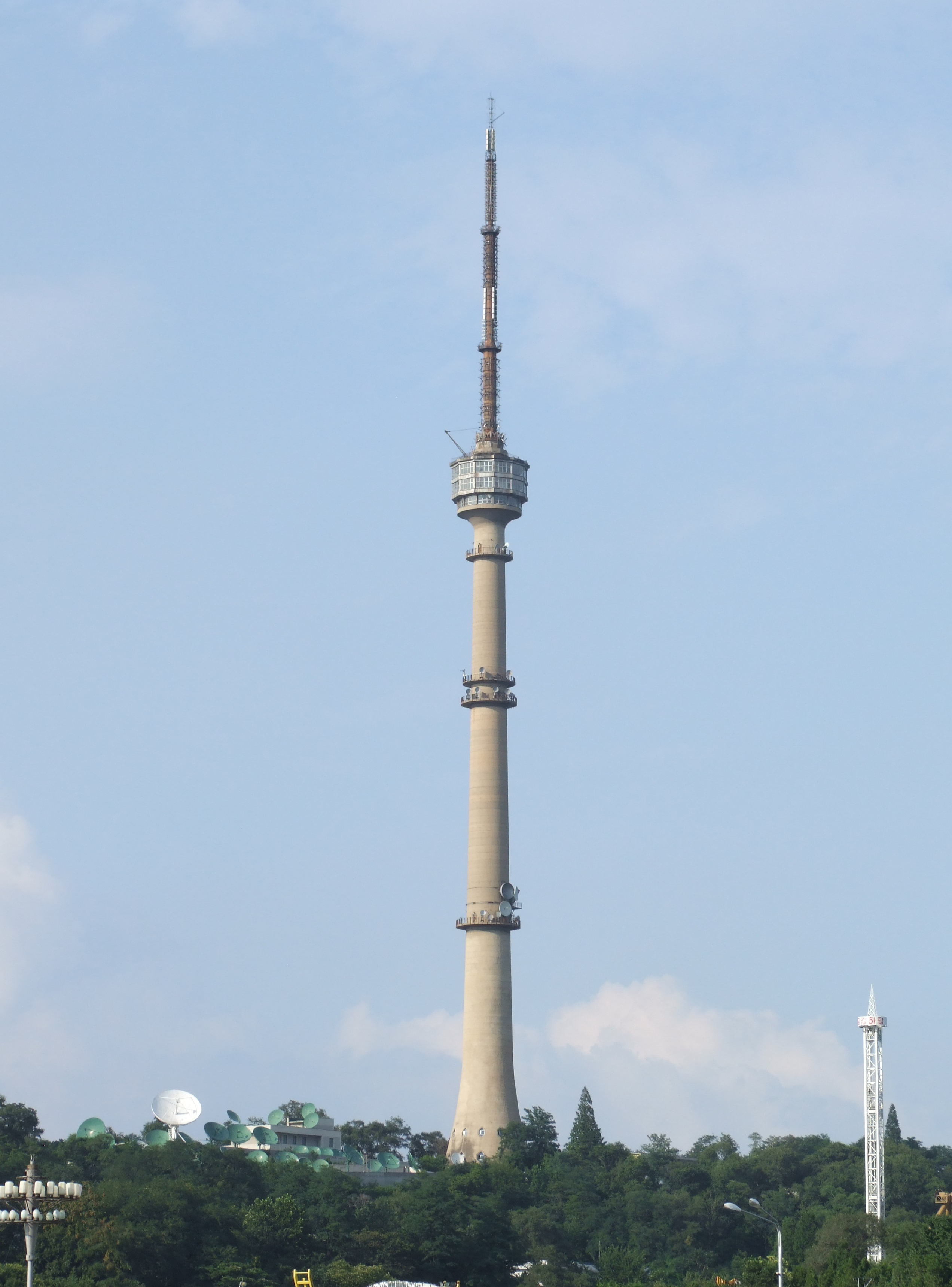
Tháp truyền hình ở Bình Nhưỡng

Các chính sách của chính phủ đối với phim ảnh không khác gì những chính sách được áp dụng cho các bộ phim chuyển động nghệ thuật khác phục vụ để hoàn thành các mục tiêu của "giáo dục xã hội". Một số bộ phim có ảnh hưởng nhất dựa trên các sự kiện lịch sử (An Jung-geun bắn Itō Hirobumi) hoặc truyện dân gian (Hong Gildong). Hầu hết các bộ phim đều có những câu chuyện tuyên truyền có thể dự đoán được, khiến điện ảnh trở thành một trò giải trí không phổ biến; khán giả chỉ xem những bộ phim có các diễn viên yêu thích của họ. Các tác phẩm phương Tây chỉ có sẵn trong các buổi chiếu riêng tư cho các đảng viên cấp cao, mặc dù bộ phim Titanic năm 1997 thường được chiếu cho sinh viên đại học như một ví dụ về văn hóa phương Tây. Truy cập vào các sản phẩm truyền thông nước ngoài có sẵn thông qua DVD nhập lậu và truyền hình hoặc đài phát thanh ở khu vực biên giới. Những bộ phim phương Tây như The Interview, Titanic và Charlie Angels chỉ là một vài bộ phim bị buôn lậu qua biên giới Bắc Triều Tiên, cho phép tiếp cận công dân Bắc Triều Tiên.
Truyền thông ở Bắc Triều Tiên nằm dưới sự kiểm soát chặt chẽ nhất trong các chính phủ trên thế giới. Việc kiểm duyệt ở Bắc Triều Tiên bao gồm tất cả các thông tin do truyền thông tạo ra. Được giám sát chặt chẽ bởi các quan chức chính phủ, các phương tiện truyền thông được sử dụng nghiêm ngặt để củng cố lý tưởng được chính phủ phê duyệt. Không có tự do báo chí ở Bắc Triều Tiên vì tất cả các phương tiện truyền thông được kiểm soát và lọc qua kiểm duyệt của chính phủ. Mức độ tự do báo chí năm 2017 ở Triều Tiên là hạng thứ 180 (cuối cùng) trong số 180 quốc gia trong Chỉ số Tự do Báo chí hàng năm của Phóng viên Không Biên giới. Theo Freedom House, tất cả các cơ quan truyền thông đóng vai trò là cơ quan ngôn luận của chính phủ, tất cả các nhà báo đều là đảng viên và nếu nghe các chương trình phát thanh nước ngoài có thể bị tử hình. Nhà cung cấp tin tức chính là Thông tấn xã Trung ương Triều Tiên (KCNA). Tất cả 12 tờ báo lớn và 20 tạp chí định kỳ, bao gồm Rodong Sinmun, được xuất bản tại thủ đô. Có ba đài truyền hình nhà nước. Hai trong số họ chỉ phát sóng vào cuối tuần và Đài Truyền hình Trung ương Triều Tiên được phát sóng mỗi ngày vào buổi tối. Trang web Uriminzokkiri và các tài khoản YouTube và Twitter có liên quan với nó phân phối hình ảnh, tin tức và video do phương tiện truyền thông chính phủ phát hành. Associated Press đã mở văn phòng toàn thời gian kiểu phương Tây đầu tiên ở Bình Nhưỡng vào năm 2012.

## Du lịch

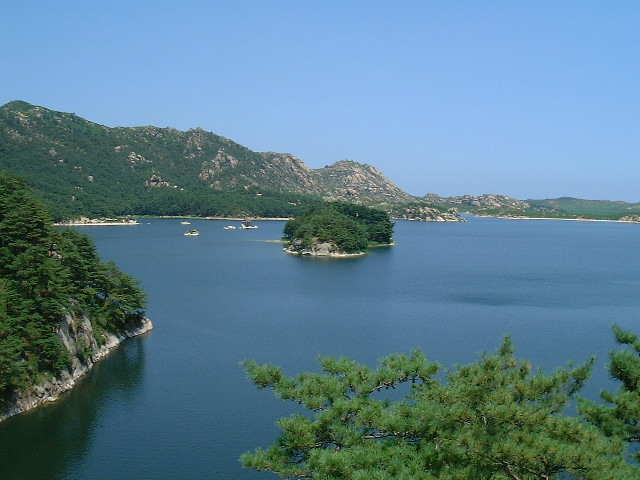
Vùng Kŭmgangsan.

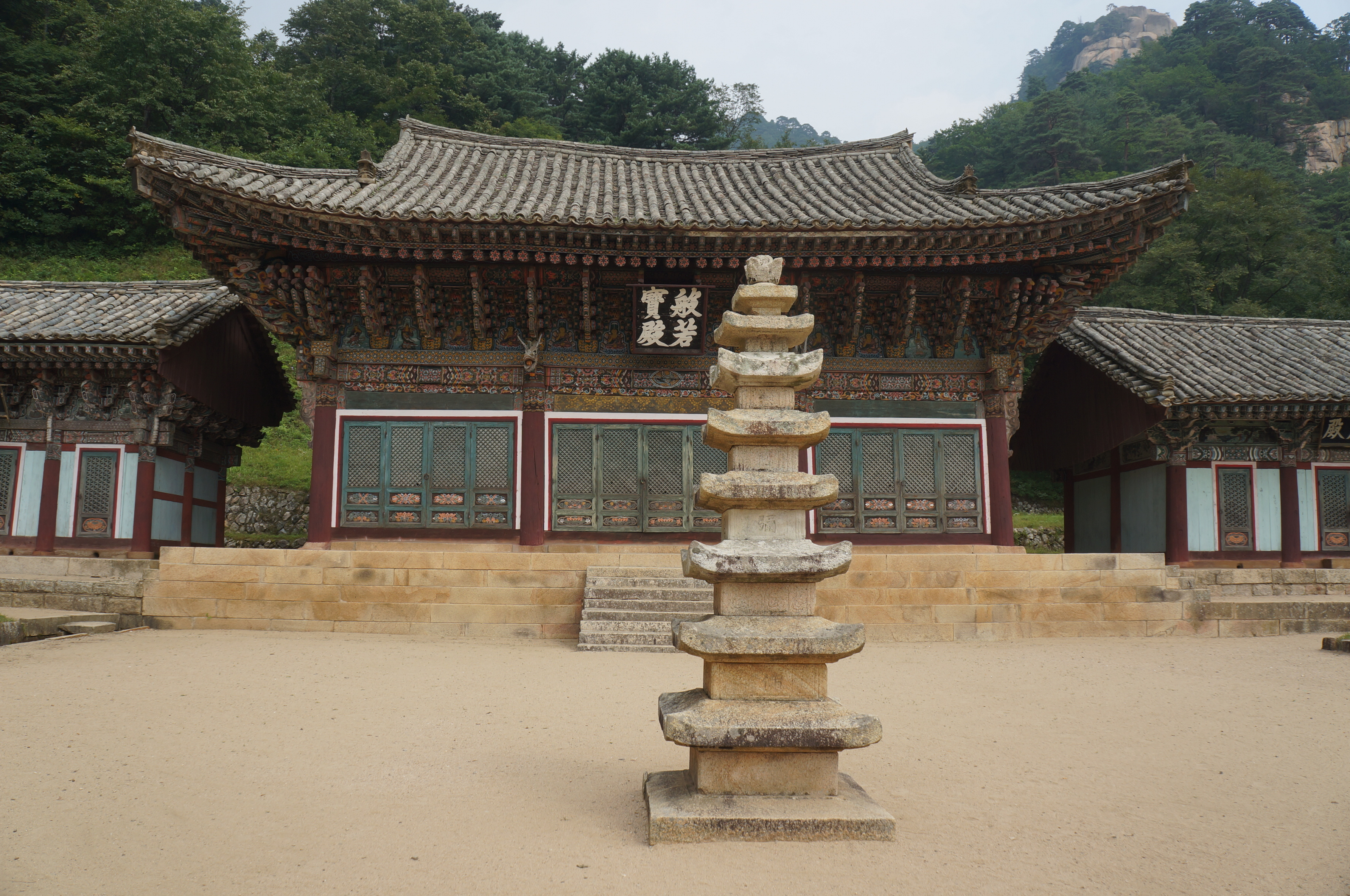
Chùa Phật giáo Pyohunsa, một quốc bảo Triều Tiên.

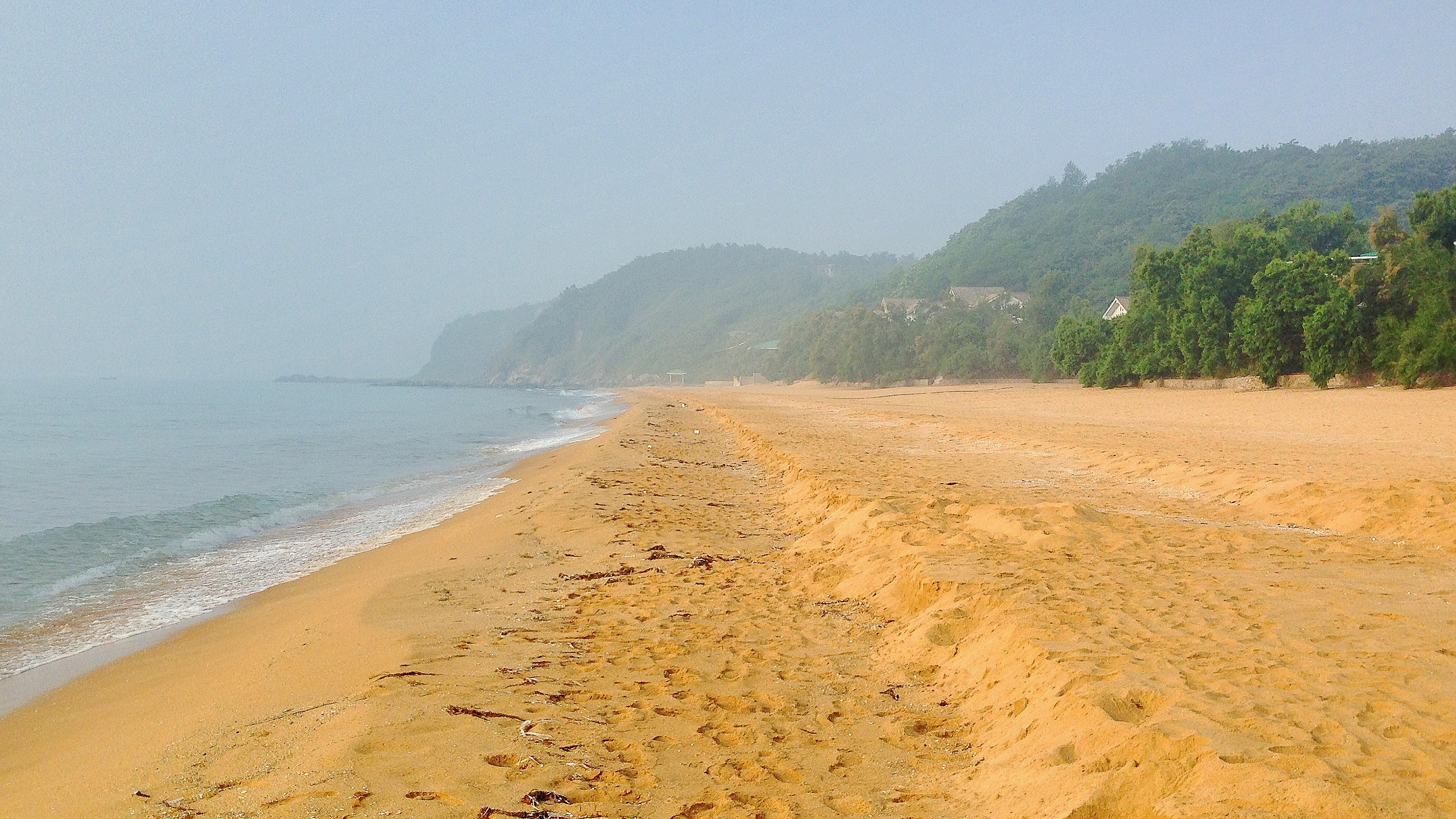
Một bãi biển ở thành phố Hamhung

Theo nguyên tắc, bất kỳ ai cũng được phép du lịch tới Triều Tiên, và những ai có thể hoàn thành quá trình làm thủ tục thì đều không bị Triều Tiên từ chối cho nhập cảnh. Khách du lịch không được đi thăm thú bên ngoài vùng đã được cho phép trước mà không được hướng dẫn viên người Triều Tiên cho phép nhằm tránh các điệp viên nằm vùng. Các điểm du lịch nổi tiếng ở Triều Tiên là thủ đô Bình Nhưỡng, thành phố Kaesong và vùng núi Trường Bạch. Thủ đô Bình Nhưỡng là nơi không thể bỏ qua ở Triều Tiên. Nơi đây gây ấn tượng bởi nhiều tượng đài lớn, những tòa nhà cao tầng và đường phố khang trang. Khác với hình dung của du khách, Bình Nhưỡng cũng có những nhà hàng phục vụ đồ ăn, thức uống theo phong cách phương Tây. Kaesong từng là kinh đô của Vương quốc Cao Câu Ly cách đây hơn 600 năm trước, nơi đây nổi tiếng với các lăng tẩm của các vua Cao Ly và bảo tàng Cao Câu Ly lưu giữ nhiều hiện vật có niên đại từ thế kỷ thứ 11.
Vùng núi Trường Bạch được cho là nơi các lãnh đạo Triều Tiên chào đời. Đây là đỉnh núi cao nhất bán đảo Triều Tiên với 2.744 m so với mực nước biển. Ngọn núi này cũng xuất hiện trong bức khảm phía sau tượng hai cố lãnh đạo của Triều Tiên. Nhiều người Hàn Quốc cũng thường xuyên lên núi Trường Bạch, nhưng từ phía địa phận Trung Quốc. Moon Jae-in là tổng thống Hàn Quốc tại nhiệm đầu tiên tới thăm núi Trường Bạch trên lãnh thổ Triều Tiên trong hội nghị liên Triều lần thứ ba. Wonsan là thành phố duyên hải nằm trên cung đường tới núi Kim Cương, nổi tiếng với ngọn thác Ullim. Ngoài ra, ở đây còn có thác Kuryong với 9 dòng đổ xuống chân núi. Dưới sức chảy liên tục của dòng thác, phía chân núi hình thành nên một đầm sâu. Tương truyền chín con rồng đã trú ngụ tại đây nên người ta gọi là đầm Cửu Long. 
Tháng 7 năm 2004, Quần thể kinh thành và lăng mộ Cao Câu Ly là địa điểm đầu tiên ở Triều Tiên được đưa vào danh sách Các di sản văn hoá thế giới của UNESCO.
Vì lí do chính trị, những khách du lịch có hộ chiếu Hoa Kỳ nói chung đều không được cấp visa, dù vẫn có một số ngoại lệ từng xảy ra vào năm 1995, 2002 và 2005. Triều Tiên đã thông báo cho những nhà tổ chức du lịch rằng họ sẽ cấp visa cho những người mang hộ chiếu Hoa Kỳ vào năm 2006. Các công dân Hàn Quốc cần có giấy phép đặc biệt của cả hai chính phủ mới được vào Triều Tiên. Năm 2002, vùng xung quanh Kŭmgangsan (núi Kim Cương), một ngọn núi đẹp gần biên giới Hàn Quốc, đã được chỉ định làm một địa điểm du lịch đặc biệt Khu du lịch Kŭmgangsan, nơi các công dân Hàn Quốc không cần giấy phép đặc biệt. Các tour du lịch do các công ty tư nhân điều hành đã đưa hàng nghìn người dân ở miền Nam bán đảo Triều Tiên tới núi Kim Cương hàng năm. Núi Kim Cương được xem là dãy núi đẹp nhất Triều Tiên. Khu nghỉ dưỡng ở đây là nơi diễn ra những cuộc đoàn tụ của người dân hai miền Triều Tiên. Núi cao 1.638 m, được hình thành từ những khối đá hoa cương lớn rắn chắc. Tháng 7 năm 2005 công ty Hyundai của Hàn Quốc đã đạt được một thoả thuận với Chính phủ Triều Tiên về việc mở cửa thêm nhiều khu du lịch, gồm cả núi núi Paektu (Bạch Đầu) và Kaesŏng (Khai Thành). Ngày 11 tháng 7 năm 2008, một nữ du khách Hàn Quốc bị 1 lính Triều Tiên bắn chết tại khu nghỉ mát núi Kŭmgang của Triều Tiên. Chính quyền Seoul đã ngưng lại chương trình du lịch núi Kŭmgang và đưa ra yêu cầu điều tra vụ việc trước khi cho phép dự án được khởi động trở lại, nhưng Triều Tiên cho đến nay vẫn từ chối đáp ứng.

## Thể thao

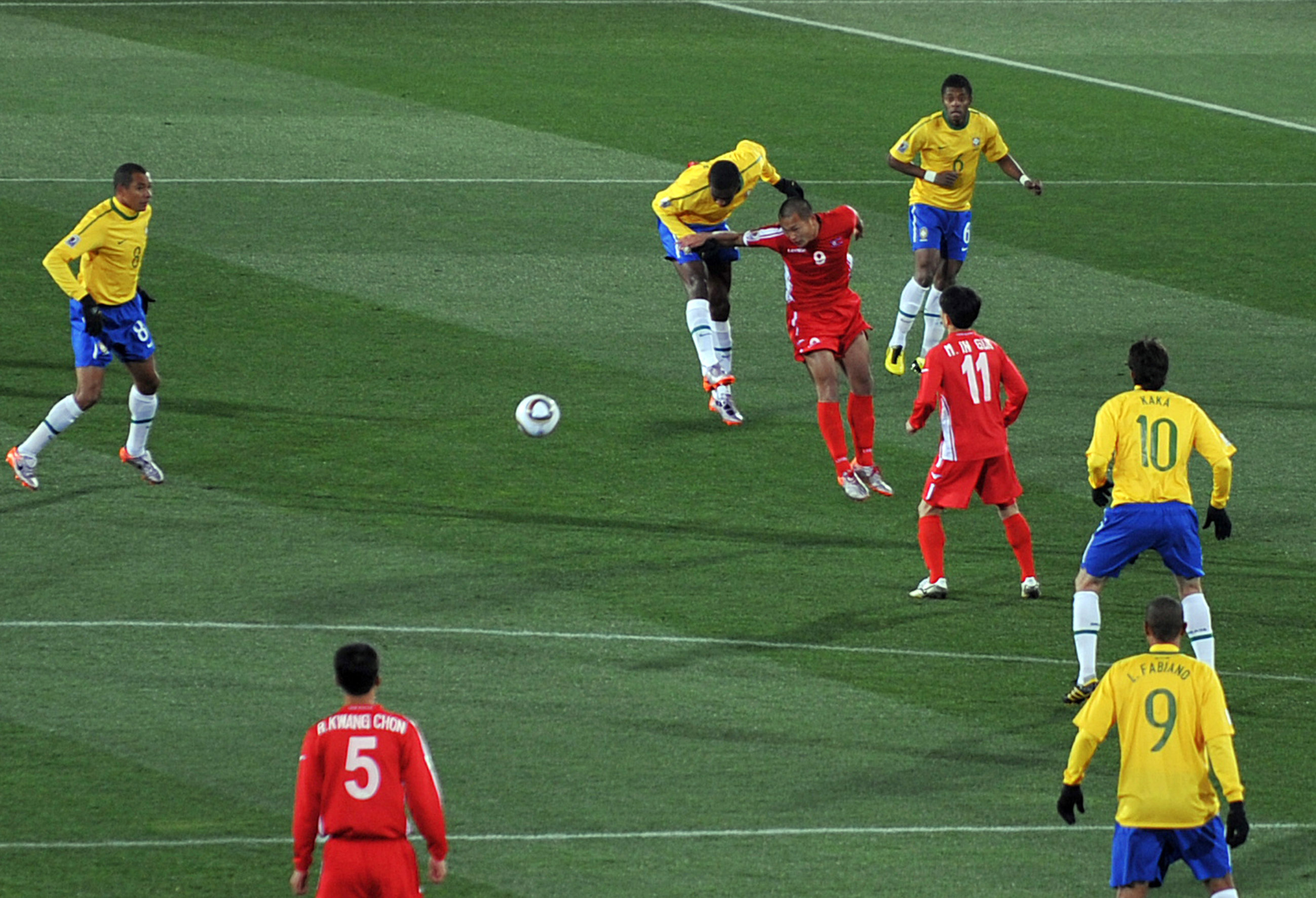
Triều Tiên (áo đỏ) trong trận đấu với Brasil ở FIFA World Cup 2010

Hầu hết các trường học ở Triều Tiên đều cung cấp các buổi tập thể thao hàng ngày cho học sinh, sinh viên trong các hiệp hội bóng đá, bóng rổ, bóng bàn, thể dục dụng cụ, taekwondo, quyền anh và những môn khác. Bóng đá Triều Tiên từng được xem là một nền bóng đá chất lượng ở châu Á. Giải bóng đá Ngoại hạng Triều Tiên rất phổ biến trong nước và các trận đấu của giải thường được truyền hình trực tiếp. Đội tuyển bóng đá quốc gia Bắc Triều Tiên thậm chí đã 2 lần dự World Cup, với lần gần nhất tại World Cup 2010, khi thua cả ba trận đấu với Brasil, Bồ Đào Nha và Bờ Biển Ngà. Sự xuất hiện của đội ở giải năm 1966 thành công hơn nhiều, chứng kiến chiến thắng bất ngờ 1-0 trước Ý và trận thua tứ kết trước Bồ Đào Nha với tỷ số 3-5. Một đội tuyển bóng rổ quốc gia cũng tham gia các cuộc thi bóng rổ quốc tế. Vào tháng 12 năm 2013, cựu cầu thủ bóng rổ người Mỹ Dennis Rodman đã đến thăm Triều Tiên để giúp đào tạo và phát triển đội tuyển bóng rổ quốc gia sau khi anh phát triển tình bạn với Kim Jong-un.
Sự xuất hiện đầu tiên của Bắc Triều Tiên ở Thế vận hội Mùa hè đến vào năm 1964. Thế vận hội Mùa hè 1972 chứng kiến các vận động viên Triều Tiên thi đấu lần đầu tiên và có năm huy chương, trong đó có một huy chương vàng. Ngoại trừ Thế vận hội Los Angeles và Seoul bị tẩy chay, các vận động viên Bắc Triều Tiên đã giành được huy chương trong tất cả các kỳ Olympic kể từ đó. Cử tạ Kim Un-guk đã phá kỷ lục thế giới ở hạng cân 62 kg nam tại Thế vận hội Mùa hè 2012 tại Luân Đôn. Những vận động viên thành công ở Olympic đều nhận được căn hộ cao cấp từ nhà nước như một sự công nhận thành tích của họ. Lễ hội Arirang đã được Kỷ lục Guinness thế giới công nhận là sự kiện vũ đạo lớn nhất thế giới. Khoảng 100.000 vận động viên thực hiện các bài thể dục nhịp điệu và các điệu nhảy trong khi 40.000 người tham gia khác tạo ra một màn hình hoạt hình rộng lớn ở phía sau. Sự kiện này là một đại diện nghệ thuật của lịch sử đất nước và bày tỏ lòng tôn kính đối với Kim Il-sung và Kim Jong-il. Sân vận động mùng 1 tháng 5 Rungrado, sân vận động lớn nhất thế giới với sức chứa 150.000 người, tổ chức lễ hội này. Marathon Bình Nhưỡng là một sự kiện thể thao đáng chú ý khác. Đó là Cuộc đua Nhãn Đồng của IAAF nơi các vận động viên nghiệp dư từ khắp nơi trên thế giới có thể tham gia.